# Intervenção militar na Gâmbia em 2017
A intervenção militar na Gâmbia, denominada Operação Restaurar a Democracia (em inglês:  Operation Restore Democracy), foi um conflito militar entre vários países da África Ocidental e o governo da Gâmbia precipitado pela crise politica que ocorre no país.

## Invasão
A Comunidade Econômica dos Estados da África Ocidental (CEDEAO) decidiu intervir militarmente na crise constitucional da Gâmbia, em 19 de janeiro de 2017, em consequência da recusa do presidente Yahya Jammeh em renunciar depois de perder as eleições presidenciais de dezembro de 2016. A invasão recebeu o codinome 'Operação Restaurar a Democracia'.
Em 19 de janeiro de 2017, as forças senegalesas entraram na Gâmbia para garantir que Adama Barrow assumisse o poder como novo presidente do país. O Conselho de Segurança das Nações Unidas expressou unanimidade no apoio aos esforços da CEDEAO para garantir que Jammeh entregue o poder a Adama Barrow, mas pediu o uso de "meios políticos em primeiro lugar" sem endossar as ações militares.  A Gâmbia foi colocada sob um bloqueio naval.
Nas primeiras horas da ofensiva, confrontos ocorreram perto da aldeia fronteiriça de Kanilai - a cidade natal de Yahya Jammeh - entre as forças do exército senegalês contra as forças pró-Jammeh e do Movimento das Forças Democráticas de Casamança, com o Senegal tomando o controle da aldeia. Após os confrontos, o Senegal suspendeu sua ofensiva a fim de mediar a crise pela última vez, com a intenção de prosseguir a invasão ao meio-dia de 20 de janeiro caso Jammeh ainda se recusasse a abandonar o poder.
Segundo as Nações Unidas, cerca de 45.000 pessoas foram deslocadas e fugiram para o Senegal. Outras 800 pessoas fugiram para a Guiné-Bissau
Jammeh, no entanto, se recusou a renunciar mesmo após o prazo final. O prazo foi estendido para 16:00 GMT, que também expirou. O presidente da Mauritânia, Mohamed Abdel Aziz, o presidente da Guiné Alpha Condé e o chefe regional das Nações Unidas, Mohammed Ibn Chambas, tentaram persuadi-lo a renunciar. O chefe do Exército da Gâmbia, General Ousman Badjie, no entanto, prometeu fidelidade a Barrow e declarou que o exército gambiano não combateria a CEDEAO. Barrow e um oficial senegalês afirmaram mais tarde que Jammeh concordou em deixar o cargo. Diplomatas entretanto, afirmaram que as tropas senegalesas permanecerão implantadas na fronteira no caso ele renegue o acordo. Um acordo foi anunciado no qual Jammeh deixaria o país e pouco tempo depois ele anunciou na televisão estatal que ele estava deixando o cargo. Depois que ele foi para o exílio, a CEDEAO anunciou que suas tropas permanecerão estacionadas no país para garantir a segurança.

## Forças participantes
A força de intervenção foi composta por tropas senegalesas, ganesas e nigerianas. A Nigéria forneceu aeronaves e recursos navais.
O chefe do exército gambiano declarou que o exército não se envolveria em uma disputa política, enquanto que a marinha preferiu declarar seu apoio a Barrow. No entanto, alguns paramilitares e mercenários permaneceram leais a Jammeh. O grupo rebelde senegalês Movimento das Forças Democráticas de Casamança juntou-se às forças pró-Jammeh e houve confrontos na fronteira com o Senegal.

## Resposta internacional
- Estados Unidos: O secretário de Estado adjunto dos Estados Unidos para os Assuntos Públicos, John Kirby, anunciou que os Estados Unidos apoiavam a intervenção.[39]

- Nações Unidas: O Conselho de Segurança das Nações Unidas votou unanimemente em 19 de janeiro a aprovação da Resolução 2337 que apoia a transição pacífica do poder.[40]